# Saint-Georges-des-Groseillers
Saint-Georges-des-Groseillers is een gemeente in het Franse departement Orne (regio Normandië). De plaats maakt deel uit van het arrondissement Argentan. Saint-Georges-des-Groseillers telde op 1 januari 2022 3.169 inwoners.

## Geografie
De oppervlakte van Saint-Georges-des-Groseillers bedroeg op 1 januari 2022 7,06 vierkante kilometer; de bevolkingsdichtheid was toen 448,9 inwoners per km².

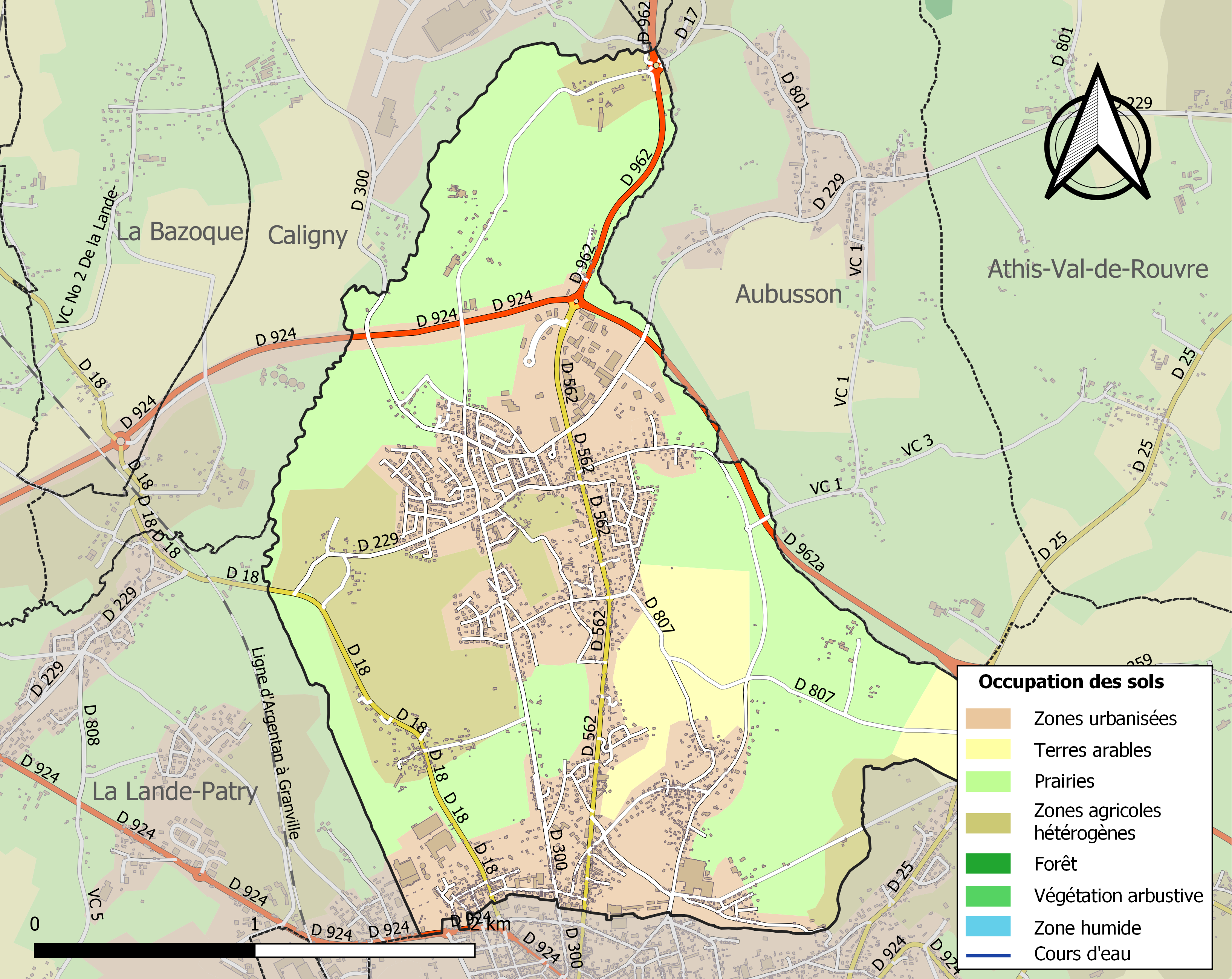
Kaart van de gemeente met belangrijkste infrastructuur, bodemgebruik en omliggende gemeenten

## Demografie
Onderstaande figuur toont het verloop van het inwonertal (bron: INSEE-tellingen).